# 小约翰·加拉赫
小约翰·霍華·加拉赫（英語：John Howard Gallagher, Jr.，1984年6月17日—），美國演員、音樂家，在鄧肯·謝克與史蒂芬·薩特搖滾音樂劇《春醒》中飾演原創角色走紅，並因而獲得托尼獎最佳音樂劇男配角。蓋勒格也在年輕歲月的百老匯音樂劇《美國大白痴》，以及2011年百老匯製作的《耶路撒冷》中演出。他同時也在艾倫·索金的《新聞編輯室》中飾演吉姆·哈伯，並在HBO迷你系列《愛，當下》（2014）演出。

## 外部連結
- 小约翰·加拉赫在互联网电影资料库（IMDb）上的資料（英文）
- 互聯網百老匯資料庫（IBDB）上小约翰·加拉赫的資料（英文）
- 互联网外百老汇数据库（IOBDB）上小约翰·加拉赫的資料（英文）
- 小约翰·加拉赫的X（前Twitter）